# عبد الله جمعة
عبد الله جمعة (مواليد 10 يناير 1996) هو لاعب كرة قدم مصري محترف يلعب كظهير أيسر لنادي بلدية المحلة بدوري المحترفين المصري ولاعب المنتخب المصري السابق.

## المسيرة

### يونيون برلين
في 11 ديسمبر 2014، تم الإعلان عن فسخ عقد جمعة مع يونيون برلين. صرح مسؤولو النادي أنه أظهر مؤشرات على إمكانات كبيرة ، ولكن بسبب مشاكل اللغة كان العمل معه صعبًا.

### الزمالك

#### 2018-19
قدم جمعة موسمًا مميزًا مع الزمالك، تحت قيادة السويسري كريستيان جروس، ووصف بأنه أصبح "جوكر الزمالك"، في أكثر من مركز داخل الملعب.

## الإنجازات
الزمالك
- الدوري المصري الممتاز (2): 2020-21 ، 2021-2022
- كأس مصر (3): 2017-18 ، 2018-2019 ، 2021
- كأس السوبر المصري (1): 2019-20
- كأس السوبر السعودي المصري (1): 2018
- كأس الكونفيدرالية الأفريقية (1): 2018-19
- كأس السوبر الأفريقي (1): 2020

## روابط خارجية
- عبد الله جمعة على موقع قاعدة بيانات كرة القدم.إي يو (الإنجليزية)
- عبد الله جمعة على موقع ناشيونال فوتبول تيمز (الإنجليزية)
- عبد الله جمعة على موقع Soccerway.com (الإنجليزية)
- عبد الله جمعة على موقع عالم كرة القدم.نت (الإنجليزية)

- عبد الله جمعة